# Sistema de numeração binário
O sistema binário ou de base 2 é um sistema de numeração posicional em que todas as quantidades se representam com base em dois números, ou seja, zero e um (0 e 1).
Os computadores digitais trabalham internamente com dois níveis de tensão, pelo que o seu sistema de numeração natural é o sistema binário. Com efeito, num sistema simples como este é possível simplificar o cálculo, com o auxílio da lógica booliana. Em computação, chama-se um dígito binário (0 ou 1) de bit, que vem do inglês Binary Digit. Um agrupamento de 8 bits corresponde a um byte (Binary Term). Um agrupamento de 4 bits, ainda, é chamado de nibble.
Um processador é formado por milhares de blocos lógicos complexos, formados por portas lógicas básicas, e o funcionamento destas está amparado por um postulado fundamental à eletrônica digital que determina que um circuito opere apenas com dois níveis de tensão bem definidos. Em um circuito digital TTL (Transistor Transistor Logic ou simplesmente TTL é uma classe de circuitos digitais construídos de transistores de junção bipolar (BJT), e resistores), os dois níveis de tensão padronizados são 0V (zero volt) e 5V (cinco volts). Ao projetar um sistema digital, ao invés de trabalhar com níveis de tensão trabalha-se com níveis lógicos, então, no caso do circuito TTL, 0V será representado por “0” e 5V será representado por “1”, e os níveis de tensão entre eles serão ignorados, ou seja, adotar-se-á uma faixa até a qual será considerado nível lógico zero, e a partir dela, nível lógico 1. Neste caso, de 0V a 2,5V temos “0”, e a partir daí até 5V temos “1”.
O sistema binário é base para a Álgebra booliana (de George Boole — matemático inglês), que permite fazer operações lógicas e aritméticas usando-se apenas dois dígitos ou dois estados (sim ou não, verdadeiro ou falso, tudo ou nada, ligado ou desligado, 1 ou 0).
Toda a electrónica digital e computação estão baseadas nesse sistema binário e na lógica de Boole, que permite representar por circuitos electrónicos digitais (portas lógicas) os números, caracteres, realizar operações lógicas e aritméticas. Os programas de computadores são codificados sob forma binária e armazenados nas mídias (memórias, discos, etc) sob esse formato. Assim, para informação armazenada na memória RAM do computador, o formato será de voltagem mais alta (1) ou mais baixa (0). Em discos magnéticos a binariedade se dará por diferença de polaridade, positiva ou negativa.

## História

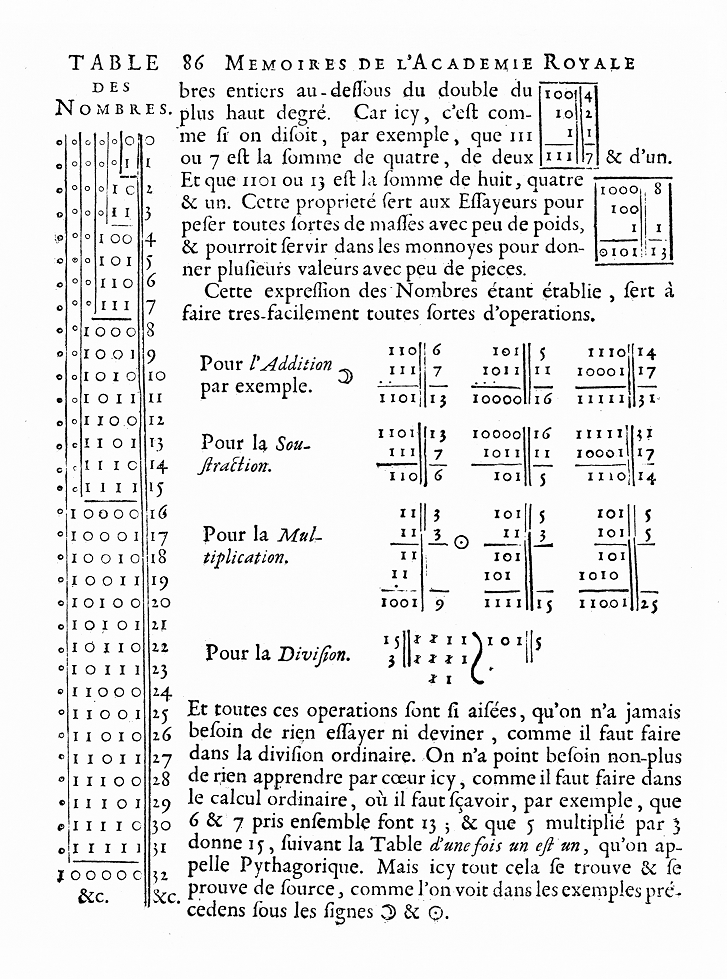
Página do artigo "Explication de l'Arithmétique Binaire", 1703/1705, de Leibniz.

O sistema numérico binário moderno foi estudado na Europa nos séculos 16 e 17 por Thomas Harriot, Juan Caramuel Lobkowitz e Gottfried Leibniz. No entanto, sistemas envolvendo números binários já apareceram em várias culturas, incluindo o antigo Egito, China e Índia. Leibniz foi especificamente inspirado pelo I Ching chinês.

### Egito

Valores aritméticos que se acredita terem sido representados por partes do Olho de Hórus

Os antigos escribas egípcios usavam dois sistemas diferentes para suas frações, as frações egípcias (não relacionadas ao sistema de numeração binária) e as frações do Olho de Hórus (assim chamadas porque muitos historiadores da matemática acreditam que os símbolos usados para esse sistema poderiam ser arranjados para formar o olho de  Horus, embora isso tenha sido contestado). As frações do Olho de Hórus são um sistema de numeração binário para quantidades fracionárias de grãos, líquidos ou outras medidas, nas quais uma fração de hekat é expressa como uma soma das frações binárias 1/2, 1/4, 1/8, 1/ 16, 1/32 e 1/64. As formas mais antigas desse sistema podem ser encontradas em documentos da Quinta Dinastia do Egito, aproximadamente 2400 aC. C., e sua forma hieroglífica totalmente desenvolvida data da Décima Nona Dinastia do Egito, aproximadamente 1200 aC.

### Chinês

Bagua-name-earlier

Na China antiga, no texto clássico do I Ching, uma série completa de 8 trigramas e 64 hexagramas (análogo a 3 bits) e números binários de 6 bits.
O estudioso e filósofo chinês Shao Yong no século XI desenvolveu um arranjo binário ordenado dos hexagramas do I Ching, representando a sequência decimal de 0 a 63, e um método para gerá-lo.

### Índia
O antigo matemático Indiano Pingala desenvolveu um sistema binário para descrever a prosódia. Ele usava números binários na forma de sílabas curtas e longas (esta última igual a duas sílabas curtas), tornando-o semelhante ao código Morse. Eles eram conhecidos como sílabas laghu (leve) e guru (pesado).

### Outra cultura
Os residentes da ilha de Mangareva na Polinésia Francesa usavam um sistema binário-decimal híbrido antes de 1450. Séries semelhantes de combinações binárias também foram usadas em sistemas de adivinhação tradicionais africanos, como Ifá, bem como geomancia medieval ocidental.

### Predecessores ocidentais de Leibniz
Em 1605 Francis Bacon ele falou de um sistema pelo qual as letras do alfabeto poderiam ser reduzidas a sequências de dígitos binários, que poderiam ser codificados como variações tênues na fonte de qualquer texto arbitrário.
Em 1670 Juan Caramuel publicou seu livro Mathesis Biceps; e nas páginas XLV a XLVIII ele deu uma descrição do sistema binário.

### Leibniz e o I Ching
O sistema binário moderno foi totalmente documentado por Leibniz, no século XVIII, em seu artigo "Explication de l'Arithmétique Binaire". Ele menciona os símbolos binários usados pelos matemáticos chineses. Leibniz utilizou um sistema matemático de duas variáveis — 0/1 — para transformar termos linguísticos e, dessa forma, distribuir informações, assim como o sistema binário atual.

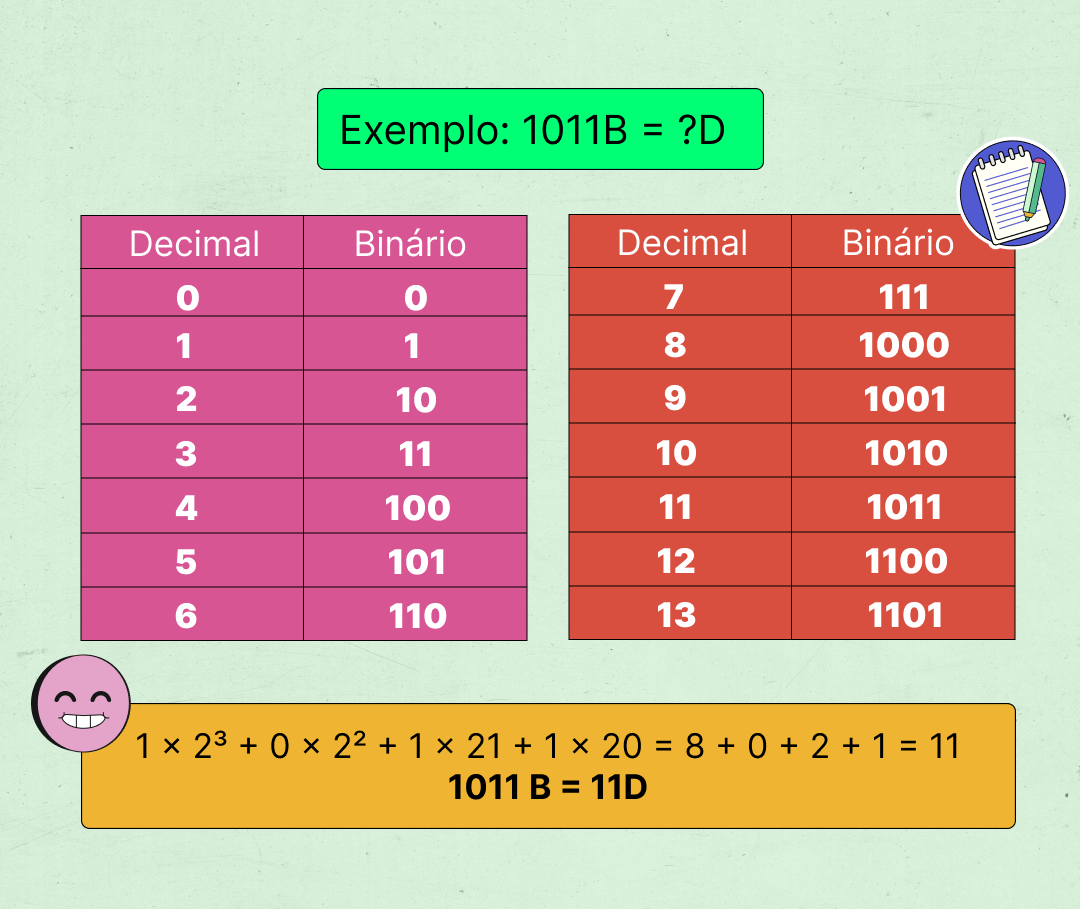
Exemplo de imagem utilizada por estudantes em aprendizagem do processo de conversão de um número representado no sistema binário para o sistema decimal

### Desenvolvimentos posteriores
Em 1854, o matemático britânico George Boole publicou um artigo que marcava um antes e um depois, detalhando um sistema de lógica que acabaria sendo chamado de Álgebra booliana. Tal sistema desempenharia um papel fundamental no desenvolvimento do sistema binário atual, particularmente no desenvolvimento de circuitos eletrônicos.